# 地中海瘤鱈
地中海瘤鱈，為輻鰭魚綱鱈形目稚鱈科的其中一種，分布於東北大西洋及地中海海域，為深海底棲性魚類，深度770-1850公尺，體長可達18.2公分，棲息在大陸坡底層水域，生活習性不明。

## 扩展阅读
維基物種上的相關：地中海瘤鱈